# تحويل الطاقة الكهروكيميائية
تحويل الطاقة الكهروكيميائية هو فرع من فروع تكنولوجيا الطاقة يتعلق بالطرق الكهروكيميائية لتحويل الطاقة ويشمل خلايا الوقود و الكيمياء الكهربية للضوء .
- هذا الفرع من التكنولوجيا يشمل أيضا أجهزة التخزين الكهربية مثل البطاريات والمكثفات الفائقة .
- إنه هام جدا في مجال أنظمة الدفع بالسيارات .حيث يخلق قوة أكبر , وبطاريات ذات قوة تشغيل أطول وهذا يسمح للمركبات الكهربية بأن تعمل لمدد أطول .
- تشمل هذه الأنظمة تحويل الطاقة مثل خلايا الوقود و الكيمياء الكهربية للضوء كما ذكر سالفا .

## روابط خارجية
- International Journal of Energy Research .
- MSAL .
- NIST .
- scientific journal article .
- Georgia tech .